# Alois Fürstner
Alois Fürstner (* 23. Juli 1962 in Bruck an der Mur) ist ein österreichischer Chemiker.

## Leben und Werk
Fürstner studierte ab 1980 Chemie an der Technischen Universität Graz, wo er 1985 sein Diplom ablegte und 1987 bei Hans Weidmann über Kohlenhydratchemie promovierte. Von 1990 bis 1991 war er Postdoktorand bei Wolfgang Oppolzer an der Universität Genf. 1992 habilitierte er sich mit einer Arbeit über Metall-Graphit-Verbindungen an der TU Graz. 1993 erhielt er einen Lehrauftrag an der Universität Dortmund und wurde 1993 Arbeitsgruppenleiter am Max-Planck-Institut für Kohlenforschung in Mülheim an der Ruhr. Seit 1998 ist er außerplanmäßiger Professor an der Universität Dortmund und Direktor am Max-Planck-Institut für Kohlenforschung. Gastprofessuren führten ihn an die Universität Claude Bernard (1994) und an die École normale supérieure, Paris (1999).
Fürstner forscht auf dem Grenzgebiet zwischen organischer und metallorganischen Chemie. Er untersucht sowohl die homogene als auch die heterogene Katalyse und entwickelt neue Katalyse-Verfahren zur Synthese komplexer Naturstoffe. So gelang ihm nach der Strukturaufklärung die Synthese vieler komplexer Glycolipide und die des Antitumor-Alkaloids Roseophilin. Besonders beschäftigt er sich mit der Metathese von Alkenen und Alkinen, mit dem ihm die erste ringschließende Alkinmetathese gelang.

## Veröffentlichungen
Er schrieb mehr als 225 Publikationen, darunter:
- Moderne und klassische Methodik zur Olefinierung und Aldolisierung von Kohlenhydraten. Diplomarbeit, Graz 1985
- Organisch-chemische Reaktionen mit hochaktivierten Metallen. Ein Beitrag zur Aktualisierung klassischer Reaktionen. Dissertation, Graz 1987
- Metalle in der organischen Chemie. Hochaktivierung und Homogenkatalyse. Habilitationsschrift, Graz 1991 (enthält 18 Veröffentlichungen aus den Jahren 1986 bis 1991)
- A. Fürstner und B. Bogdanovic: Neue Entwicklungen in der Chemie von niedervalentem Titan. In: Angewandte Chemie. Band 108, 1996, S. 2583–2609.
- A. Fürstner und N. Shi: Nozaki-Hiyama-Kishi Reactions Catalytic in Chromium. In: Journal of the American Chemical Society. Band 118, 1996, S. 12349–12357.
- A. Fürstner, C. Mathes und C. W. Lehmann: Mo[N(t-Bu)(Ar)]3 Complexes as Catalyst Precursors: In Situ Activation and Application to Metathesis Reactions of Alkynes and Diynes. In: Journal of the American Chemical Society. Band 121, 1999, S. 9453–9454.
- A. Fürstner: Olefinmetathese und mehr. In: Angewandte Chemie. Band 112, 2000, S. 3140–3172
- A. Fürstner, F. Stelzer und H. Szillat: Platinum-catalyzed Cycloisomerization Reactions of Enynes. In: Journal of the American Chemical Society. Band 123, 2001, S. 11863–11869.
- A. Fürstner und A. Leitner: Eisenkatalysierte Kreuzkupplungen von Alkyl-Grignard-Verbindungen mit Arylchloriden, -tosylaten und -triflaten. In: Angewandte Chemie. Band 114, 2002, S. 632–635.
- A. Fürstner, F. Jeanjean und P. Razon: Totalsynthese von Woodrosin I. In: Angewandte Chemie. Band 114, 2002, S. 2203–2206.

## Auszeichnungen (Auswahl)
- 1994 Dozentenstipendium (Fonds der Chemischen Industrie)
- 1998 Ruhrpreis für Kunst und Wissenschaft der Stadt Mülheim an der Ruhr
- 1999 Gottfried-Wilhelm-Leibniz-Preis (Deutsche Forschungsgemeinschaft)
- 2000 Thieme-IUPAC Preis in Synthetic Organic Chemistry
- 2000 AstraZeneca Award in Organic Chemistry
- 2001 Victor Grignard – Georg Wittig Preis (Société Française de Chimie)
- 2002 Arthur C. Cope Scholar Award (American Chemical Society)
- 2002 Merck Academic Development Program Award
- 2004 Centenary Lecture (Royal Society of Chemistry)
- 2004 Tetrahedron Chair
- 2005 Junior Award (International Society of Heterocyclic Chemistry)
- 2005 Mukaiyama Award (Society of Synthetic Organic Chemistry, Japan)
- 2006 Otto-Bayer-Preis
- 2006 Heinrich-Wieland-Preis
- 2013 Karl-Ziegler-Preis
- 2013 Gay-Lussac-Humboldt-Preis
- 2014 Inhoffen-Medaille von TU Braunschweig und Helmholtz-Zentrum für Infektionsforschung[5]

## Mitgliedschaften
- 2002 Deutsche Akademie der Naturforscher Leopoldina
- 2004 Nordrhein-Westfälische Akademie der Wissenschaften und der Künste
- 2004 korrespondierendes Mitglied der Österreichischen Akademie der Wissenschaften
- 2004 Mitglied des Vorstands der Gesellschaft Deutscher Chemiker